# جوسيف زاكس
جوسيف زاكس (بالسويدية: Josef Sachs)‏ هو رائد أعمال سويدي، ولد في 4 يناير 1872 في ستوكهولم في السويد، وتوفي في 23 يونيو 1949.